# Grand Prix Velké Británie 2001
Grand Prix Velké Británie 2001 (LIV Foster's British Grand Prix) jedenáctý závod 52. ročníku mistrovství světa jezdců Formule 1 a 43. ročníku poháru konstruktérů, historicky již 674. grand prix, se uskutečnila na okruhu Silverstone.

## Výsledky

### Kvalifikace
| 1                    | 1  | Michael Schumacher    | Ferrari          | 1:20.477 | -       |
| 2                    | 3  | Mika Häkkinen         | McLaren-Mercedes | 1:20.529 | + 0.082 |
| 3                    | 4  | David Coulthard       | McLaren-Mercedes | 1:20.927 | + 0.480 |
| 4                    | 12 | Jarno Trulli          | Jordan-Honda     | 1:20.930 | + 0.483 |
| 5                    | 11 | Heinz-Harald Frentzen | Jordan-Honda     | 1:21.217 | + 0.770 |
| 6                    | 2  | Rubens Barrichello    | Ferrari          | 1:21.715 | + 1.268 |
| 7                    | 17 | Kimi Räikkönen        | Sauber-Petronas  | 1:22.023 | + 1.576 |
| 8                    | 6  | Juan Pablo Montoya    | Williams-BMW     | 1:22.219 | + 1.772 |
| 9                    | 16 | Nick Heidfeld         | Sauber-Petronas  | 1:22.223 | + 1.776 |
| 10                   | 5  | Ralf Schumacher       | Williams-BMW     | 1:22.283 | + 1.836 |
| 11                   | 9  | Olivier Panis         | BAR-Honda        | 1:22.316 | + 1.869 |
| 12                   | 10 | Jacques Villeneuve    | BAR-Honda        | 1:22.916 | + 2.469 |
| 13                   | 19 | Pedro de la Rosa      | Jaguar-Cosworth  | 1:23.273 | + 2.826 |
| 14                   | 22 | Jean Alesi            | Prost-Acer       | 1:23.392 | + 2.945 |
| 15                   | 18 | Eddie Irvine          | Jaguar-Cosworth  | 1:23.439 | + 2.992 |
| 16                   | 23 | Luciano Burti         | Prost-Acer       | 1:23.735 | + 3.288 |
| 17                   | 14 | Jos Verstappen        | Arrows-Asiatech  | 1:24.067 | + 3.620 |
| 18                   | 8  | Jenson Button         | Benetton-Renault | 1:24.123 | + 3.676 |
| 19                   | 7  | Giancarlo Fisichella  | Benetton-Renault | 1:24.275 | + 3.828 |
| 20                   | 15 | Enrique Bernoldi      | Arrows-Asiatech  | 1:24.606 | + 4.159 |
| 21                   | 21 | Fernando Alonso       | Minardi-European | 1:24.792 | + 4.345 |
| 107% linit: 1:26.078 |    |                       |                  |          |         |
| 22                   | 20 | Tarso Marques         | Minardi-European | 1:26.506 | + 6.059 |

### Závod
| Pořadí | Číslo | Jezdec                | Konstruktér      | Kola | Čas/odstoupení | Start | Body |
| ------ | ----- | --------------------- | ---------------- | ---- | -------------- | ----- | ---- |
| 1      | 3     | Mika Häkkinen         | McLaren-Mercedes | 60   | 1:25:33.770    | 2     | 10   |
| 2      | 1     | Michael Schumacher    | Ferrari          | 60   | +33.646        | 1     | 6    |
| 3      | 2     | Rubens Barrichello    | Ferrari          | 60   | +59.281        | 6     | 4    |
| 4      | 6     | Juan Pablo Montoya    | Williams-BMW     | 60   | +1:08.772      | 8     | 3    |
| 5      | 17    | Kimi Räikkönen        | Sauber-Petronas  | 59   | +1 kolo        | 7     | 2    |
| 6      | 16    | Nick Heidfeld         | Sauber-Petronas  | 59   | +1 kolo        | 9     | 1    |
| 7      | 11    | Heinz-Harald Frentzen | Jordan-Honda     | 59   | +1 kolo        | 5     |      |
| 8      | 10    | Jacques Villeneuve    | BAR-Honda        | 59   | +1 kolo        | 12    |      |
| 9      | 18    | Eddie Irvine          | Jaguar-Cosworth  | 59   | +1 kolo        | 15    |      |
| 10     | 14    | Jos Verstappen        | Arrows-Asiatech  | 58   | +2 kola        | 17    |      |
| 11     | 22    | Jean Alesi            | Prost-Acer       | 58   | +2 kola        | 14    |      |
| 12     | 19    | Pedro de la Rosa      | Jaguar-Cosworth  | 58   | +2 kola        | 13    |      |
| 13     | 7     | Giancarlo Fisichella  | Benetton-Renault | 58   | +2 kola        | 19    |      |
| 14     | 15    | Enrique Bernoldi      | Arrows-Asiatech  | 58   | +2 kolo        | 20    |      |
| 15     | 8     | Jenson Button         | Benetton-Renault | 58   | +2 kola        | 18    |      |
| 16     | 21    | Fernando Alonso       | Minardi-European | 57   | +3 kola        | 21    |      |
| Ret    | 5     | Ralf Schumacher       | Williams-BMW     | 36   | Motor          | 10    |      |
| Ret    | 23    | Luciano Burti         | Prost-Acer       | 6    | Motor          | 16    |      |
| Ret    | 4     | David Coulthard       | McLaren-Mercedes | 2    | Zavěšení       | 3     |      |
| Ret    | 12    | Jarno Trulli          | Jordan-Honda     | 0    | Kolize         | 4     |      |
| Ret    | 9     | Olivier Panis         | BAR-Honda        | 0    | Kolize         | 11    |      |
| DNQ    | 20    | Tarso Marques         | Minardi-European | -    | 107% limit     |       |      |

## Průběžné pořadí šampionátu
Pohár jezdců
| Pořadí | Jezdec             | Body |
| ------ | ------------------ | ---- |
| 1      | Michael Schumacher | 84   |
| 2      | David Coulthard    | 47   |
| 3      | Rubens Barrichello | 34   |
| 4      | Ralf Schumacher    | 31   |
| 5      | Mika Häkkinen      | 19   |

Pohár konstruktérů
| Pořadí | Konstruktér      | Body |
| ------ | ---------------- | ---- |
| 1      | Ferrari          | 118  |
| 2      | McLaren-Mercedes | 66   |
| 3      | Williams-BMW     | 46   |
| 4      | Sauber-Petronas  | 19   |
| 5      | Jordan-Honda     | 18   |